# Constituição portuguesa de 1822
A Constituição Política da Monarquia Portuguesa de 1822 aprovada em 23 de setembro de 1822 foi o mais antigo texto constitucional português, tendo assinalado uma tentativa de pôr fim ao absolutismo e inaugurar em Portugal uma monarquia constitucional. Apesar de ter estado vigente apenas durante dois efémeros períodos — o primeiro entre 1822 e 1823, o segundo entre 1836 e 1838 —, foi um marco fundamental para a história da democracia em Portugal. Foi substituída pela Carta Constitucional portuguesa de 1826.

## Precedentes
Foi resultado dos trabalhos das Cortes Gerais Extraordinárias e Constituintes da Nação Portuguesa de 1821–1822, eleitas pelo conjunto da Nação Portuguesa — a primeira experiência parlamentar em Portugal, nascida na sequência da revolução liberal de 24 de agosto de 1820, no Porto. As Cortes Constituintes, cuja função principal, como o próprio nome indica, era a de elaborar uma Constituição, iniciaram as sessões em janeiro de 1821 e deram os seus trabalhos por encerrados após o juramento solene da Constituição pelo rei João VI de Portugal em outubro de 1822 (o qual, no entanto, foi recusado pela rainha Carlota Joaquina, e por outras figuras contra-revolucionárias de grande nomeada, como o Cardeal-Patriarca de Lisboa, Carlos da Cunha e Menezes).

## Características do texto constitucional
Definida como sendo bastante progressista para a época, inspirou-se, numa ampla parte, no modelo da Constituição Espanhola de Cádis, datada de 1812, bem como nas constituições Francesas de 1791 e 1795, sendo marcante pelo seu espírito amplamente liberal, tendo ab-rogado inúmeros velhos privilégios feudais, característicos do regime absolutista. Estava dividida em seis títulos e 240 artigos, tendo, por princípios fundamentais, os seguintes:
- A consagração dos direitos e deveres individuais de todos os cidadãos Portugueses (dando primazia aos direitos humanos, nomeadamente, a garantia da liberdade, da igualdade perante a lei, da segurança, e da propriedade);
- A consagração da Nação (união de todos os Portugueses) como base da soberania nacional, a ser exercida pelos representantes da mesma legalmente eleitos — isto é, pelas Cortes, nas quais reside a soberania de facto e de jure, já que os seus elementos têm a legitimidade do voto dos cidadãos;
- A definição do território da Nação, o qual formava o Reino Unido de Portugal, Brasil e Algarves, compreendendo o Reino de Portugal (Continente e Ilhas Adjacentes), o Reino do Brasil e os territórios ultramarinos portugueses na África e na Ásia;
- O não reconhecimento de qualquer prerrogativa ao clero e à nobreza;
- A independência dos três poderes políticos separados (legislativo, executivo e judicial), o que contrariava os princípios básicos do absolutismo que concentrava os três poderes na figura do rei;
- A existência de Cortes eleitas pela Nação, responsáveis pela atividade legislativa do país;
- A supremacia do poder legislativo das Cortes sobre os demais poderes;
- A emanação da autoridade régia a partir da Nação;
- A existência, como forma de Governo, de uma Monarquia Constitucional com os poderes do Rei reduzidos;
- A União Real com o Reino do Brasil;
- A tolerância religiosa - a religião oficial do Reino era a Católica Apostólica Romana, no entanto, era permitido aos estrangeiros a prática particular dos seus respectivos cultos.

## Os poderes
O poder legislativo passou a ser da competência das Cortes, assembleia unicameral que elaborava as leis, e cujos deputados eram eleitos de dois em dois anos pela Nação. A preponderância do poder legislativo sobre o poder executivo é uma característica dos regimes demo-liberais mais progressistas, por oposição às chamadas Cartas Constitucionais, de cariz aristocrático e outorgadas pelo Rei. 
O poder executivo era exercido pelo Rei, competindo-lhe a chefia do Governo, a execução das leis e a nomeação e demissão dos funcionários do Estado. No entanto, o Rei tinha apenas veto suspensivo sobre as Cortes, podendo suspender a promulgação das leis de que discordava, mas sendo obrigado a promulgá-las desde que as Cortes assim o voltassem a deliberar. Não lhe era concedido o poder de suspender ou dissolver as Cortes.
Em ocasiões especiais, o Rei era aconselhado pelo Conselho de Estado, cujos membros eram eleitos pelas Cortes, e coadjuvado pelos secretários de Estado, diretamente responsáveis pelos atos do Governo. Apesar de tudo, a sua pessoa era considerada inviolável.
O poder judicial pertencia, exclusivamente, aos juízes, que o exerciam nos Tribunais.

## O corpo eleitoral
Quanto ao corpo eleitoral, e de acordo com o artigo 34.º da Constituição, podiam votar, para eleger os representantes da Nação (deputados), os varões maiores de 25 anos que soubessem ler e escrever. Eram excluídos de votar as mulheres, os analfabetos, os frades e os criados de servir, entre outros.

## Vigência
Com a aprovação desta Constituição tem início em Portugal a Monarquia Constitucional. O processo da sua consolidação, porém, viria a ser difícil e demorado. A temeridade das suas propostas foi de certa maneira o impulso para uma reação mais exacerbada das fações conservadoras da sociedade portuguesa, que logo viriam a pôr fim à sua vigência.
Com efeito, a Constituição de 1822 esteve vigente durante apenas dois efémeros períodos: um primeiro período entre 23 de setembro de 1822, altura em que foi aprovada, e 3 de junho de 1823, ocasião em que D. João VI a suspendeu por ocasião da Vilafrancada, com a promessa não cumprida de a substituir por outra; um segundo período entre 10 de setembro de 1836, quando ocorreu a Revolução de Setembro, e 20 de março de 1838, momento em que foi aprovada a nova Constituição de 1838. De facto, foram dois dos períodos mais fecundos em termos de produção legislativa destinada a acabar com o Portugal Velho a que se referiram, entre outros, Alexandre Herculano ou Oliveira Martins.